# Smila (huyện)
Huyện Smila (tiếng Ukraina: Смілянський район, chuyển tự: Smilas’kyi raion) là một huyện của tỉnh Cherkasy thuộc Ukraina. Huyện Smila có diện tích 934 km², dân số theo điều tra dân số ngày 5 tháng 12 năm 2001 là 38215 người với mật độ 41 người/km2. Trung tâm huyện nằm ở Smila.